# Nina Hartley
Nina Hartley (Berkeley, California, 11 de marzo de 1959) es una actriz pornográfica, educadora sexual y directora de cine X. Es una de las actrices más longevas hasta la fecha, en actividad desde 1984, y con más de 1500 películas rodadas es la plusmarquista mundial.

## Biografía

### Inicios
Hartley nació en el seno de una familia judía y creció en el área de San Francisco. Es la más joven de cuatro hermanos (tiene una hermana mayor y dos hermanos mayores). Sus padres se convirtieron al budismo cuando ella aún era joven. Se licenció en Enfermería con honores (magna cum laude) por la Universidad Estatal de San Francisco.
En 1982, durante su segundo año en la universidad, empezó a trabajar de stripper en el Mitchell Brothers O'Farrell Theatre.

### Carrera como actriz pornográfica

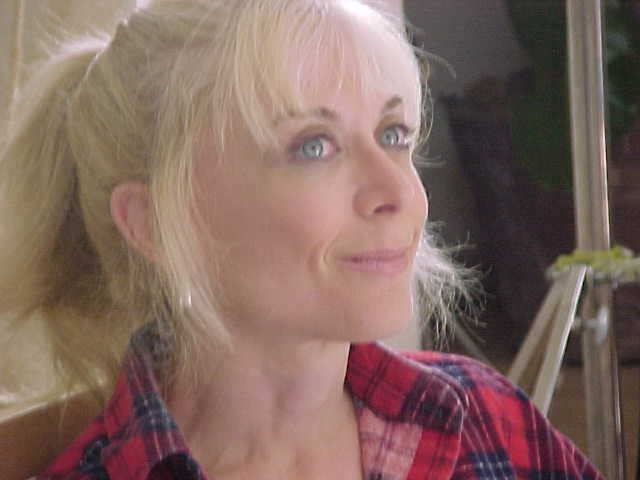
Hartley en 2001

En 1984, durante su penúltimo año universitario, debuta en la industria pornográfica rodando Educating Nina, una película producida por la veterana actriz porno Juliet Anderson. Posteriormente rodaría Anal Annie and the backdoor housewives y su primera secuela titulada Anal Annie and the willing Husbands (1985). En ella realiza su primera escena de sexo anal. Poco después participa en Ball busters, su primer trabajo para una productora importante (Metro). Para Metro son precisamente títulos como Peeping Tom (1986), Switch Hitters 2 (1987) o Suzie Superstar: the Search Continues (1988). En 1989, comparte escenas con Peter North en Young girls in tight jeans y Deep trouble.
Ya en la década del '90 aparece en algunas de las películas más notables de VCA. Tal es el caso de : "Debbie Does Wall Street" o "Hate To See You Go", ambas de 1991. En 1995 rueda para Vivid "Ashlyn Rising", compartiendo escena con Ashlyn Gere, otra de las grandes actrices de la época.
En 1997 hace una incursión en el cine convencional rodando "Boogie Nights". Un año antes ya había aparecido en una película canadiense titulada: Bubbles Galore.
Durante toda la década, (y también posteriormente) la actriz rueda, dirige y produce numerosas entregas de la serie Guide to... Todos estos vídeos tienen un enfoque claramente educativo, tratando de explicar, de forma didáctica, determinados aspectos sexuales que van desde el sexo oral, al sexo anal pasando por las relaciones de pareja o el bondage. La entrega más reciente de la serie (2008) es una guía para practicar sexo durante el embarazo.
A partir de 2001 interviene en la serie pornográfica Naked Hollywood, de la que rueda veintidós entregas entre los años 2001 y 2003. Otra de sus series, es Private sessions (rodada entre 2002 y 2005) y donde se tocan esencialmente temas fetichistas, bondage y de dominación. A diferencia de la saga anterior, en esta, la actriz no interviene sexualmente. De hecho, en estos últimos años es cada vez más frecuente que aparezca en películas pornográficas desempeñando un papel no sexual. Tal es el caso de O The power of submission (2006), For love, money or a green card (2006) o Not bewitched XXX (2008).
Entre sus últimas películas, en las que sí practica sexo, destacan: la película de género MILF You've Got a Mother Thing Cumming 2 (2008) y Who's Nailin' Paylin? (2008), una parodia sobre la candidata a vicepresidente Sarah Palin, y donde la actriz hace el papel de Hillary Clinton.
Nina Hartley es una ardua defensora del derecho a existir de la industria del cine para adultos en los Estados Unidos. De hecho, antes del estrellato de Jenna Jameson, era frecuente su presencia en programas de televisión defendiendo dicha postura.

## Vida personal
Hartley es abiertamente bisexual en su vida privada, y ha llevado —lo que se ha descrito como— la relación estable más larga en la industria pornográfica, viviendo en un menage à trois con su marido Dave (a quien conoció cuando tenía 19 años), y su «esposa» Bobby Lilly, por 20 años. Hartley dejó la relación diciendo: «Yo era muy inmadura y él demasiado posesivo. No funcionó... Acabó porque eran las tres personas erróneas para estar involucradas». Desde entonces se ha casado con Ira liveine (alias de Ernest Greene), director de filmes para adultos, particularmente de BDSM.

## Curiosidades
- Dijo en una entrevista que escogió el nombre de Nina porque era fácil de pronunciar para los turistas japoneses, que acudían a su espectáculo cuando bailaba en San Francisco. Escogió Hartley porque le gustaban los populares comerciales que Mariette Hartley hacía entonces para James Garner.
- Fue entrevistada para el libro de 1995 XXX: El derecho de la mujer a la pornografía (XXX: A Woman's Right to Pornography). Relata que en 1993 fue arrestada en Las Vegas, junto con otras diez estrellas pornográficas (posteriormente conocidos como The Erotic Eleven), por haber presentado un show lésbico en un evento de recaudación de fondos (fundraising) del cine para adultos, donde un policía encubierto estaba entre el público. Amenazada desde seis hasta doce años en prisión, aceptó un cargo menor.
- El actor pornográfico Lexington Steele dijo en una entrevista del año 2001 que, sin duda, el mejor coito que había tenido fue con ella.[6]
- Hartley no tiene hijos, por razones combinadas de falta de interés en ello y por tumores fibroides, pero tiene ocho sobrinas y sobrinos.

## Premios AVN
Nina ha ganado numerosos premios a lo largo de su carrera por parte de organizaciones de aficionados y de críticos.
La siguiente lista enumera sus Premios AVN.
- Mejor escena sexual de parejas-Film para Amanda de noche II (Amanda By Night II) (1987)
- Mejor actriz-Video de Debbie hace los platos (Debbie Duz Dishes) (1987)
- Mejor escena sexual de parejas-Video para Escape sensual (Sensual Escape) (1989)
- Mejor actriz de soporte-Film para Retrato de un encuentro (Portrait of an Affair) (1989)
- Mejor actriz de soporte-Video para La última película de clasificación X (The Last X-Rated Movie (1991)
- Mejor rodaje de especialidad-BDSM para Sesiones privadas de Nina Hartley 13 (Nina Hartley's Private Sessions 13) (2005)
- Mejor rodaje de especialidad-Nalgadas para Guía de Nina Hartley para nalgadas (2005)
- Mejor actuación no sexual-por Not Bewitched XXX (2009)[7]